# Alempi Kiertämäjärvi
Alempi Kiertämäjärvi är en sjö i kommunen Sodankylä i landskapet Lappland i Finland. Sjön ligger 140,7 meter över havet. Arean är 43 hektar och strandlinjen är 4,76 kilometer lång. Sjön  ingår i Tuulomajokis huvudavrinningsområde.   Den ligger omkring 240 kilometer nordöst om Rovaniemi och omkring 930 kilometer norr om Helsingfors. 
Kiertämö genomflyter Alempi Kiertämäjärvi. 